# 舊科科里夫
50°0′32″N 25°37′14″E / 50.00889°N 25.62056°E
舊科科里夫（烏克蘭語：Старий Кокорів），是烏克蘭的村落，位於該國西部捷爾諾波爾州，由克列梅涅茨區負責管轄，始建於1635年，面積1.34平方公里，2001年人口388，人口密度每平方公里289.6人。